# 義州 (李茂貞)
義州，是五代時期岐王李茂貞設置的州，在今陝西省华亭市境。北宋時改名為「儀州」。
天祐二十年（923年），李茂貞析隴州汧源縣華亭鄉置義州，無屬縣。後周顯德六年（959年）置華亭縣，為義州郭縣。北宋乾德二年（964年）割秦、隴3鎮之地置安化縣，屬義州領縣。太平興國二年（977年），為避宋太宗趙匡義名諱，改為儀州。